# Jabari Parker
Jabari Ali Parker (Chicago, 15 marzo 1995) è un cestista statunitense, professionista per il Partizan.

## Biografia
È il figlio di Sonny Parker.

## Carriera

### Primi anni e college (2009-2014)
Ha origini tongane e afroamericane. Iniziò la carriera a livello high school nella Simeon Career Academy di Chicago (Illinois). Al termine della stagione 2012-13 è stato insignito del National Player of the Year, del McDonald's All-American Game nonché del titolo di Jordan Brand Classic MVP. Dall'estate 2013 si è trasferito alla Università di Duke per il suo unico anno di college.

### NBA (2014-)

#### Milwaukee Bucks
Il 17 aprile 2014 ha annunciato di volersi rendere eleggibile al Draft 2014. Il 26 giugno viene selezionato con la seconda scelta assoluta dai Milwaukee Bucks. Il 29 ottobre 2014 fa il suo debutto in NBA, venendo schierato titolare nella partita contro gli Charlotte Hornets, nella quale ha realizzato 8 punti, 4 rimbalzi, 1 assist e una palla rubata in 37 minuti. Due giorni dopo ha realizzato la sua prima doppia doppia, segnando 11 punti e 10 rimbalzi. Dopo aver vinto il premio di rookie del mese a novembre insieme ad Andrew Wiggins, è stato vittima, il 15 dicembre durante una partita contro i Phoenix Suns, di un infortunio al legamento crociato anteriore del ginocchio sinistro che ha posto fine alla sua stagione, conclusa con le medie di 12,3 punti, 1,7 assist e 5,5 rimbalzi a partita in 25 partite.
Nella stagione seguente ovvero quella del 2015-16 rientrò in campo con i Bucks nella quinta partita della stagione regolare mettendo a referto 6 punti 1 rimbalzo e 1 assist. In seguito però riuscirà a trovare continuità e a tenere una media dI 10,6 punti 4,1 rimbalzi e 1,2 assist in 31,7 minuti a partita (su un totale di 76 partite, di cui 72 giocate da titolare).
Il 9 febbraio 2017 subì un nuovo infortunio al crociato.

#### Chicago Bulls
Il 14 luglio 2018 firma un contratto biennale da 40 milioni con i Chicago Bulls.

#### Boston Celtics
Il 17 aprile 2021 firma un contratto biennale con i Boston Celtics.

### Nazionale
Parker ha vinto la medaglia d'oro ai Campionati americani maschili di pallacanestro Under-16 disputati nel 2011 in Messico e ai Campionati mondiali maschili di pallacanestro Under-17 disputati nel 2012 in Lituania.

## Statistiche

### College
| Anno      | Squadra          | PG | PT | MP   | TC%  | 3P%  | TL%  | RP  | AP  | PRP | SP  | PP   |
| --------- | ---------------- | -- | -- | ---- | ---- | ---- | ---- | --- | --- | --- | --- | ---- |
| 2013-2014 | Duke Blue Devils | 35 | 35 | 30,7 | 47,3 | 35,8 | 74,8 | 8,7 | 1,2 | 1,1 | 1,2 | 19,1 |
| Carriera  | Carriera         | 35 | 35 | 30,7 | 47,3 | 35,8 | 74,8 | 8,7 | 1,2 | 1,1 | 1,2 | 19,1 |

### NBA

#### Regular Season
| Anno      | Squadra          | PG  | PT  | MP   | TC%  | 3P%  | TL%  | RP  | AP  | PRP | SP  | PP   |
| --------- | ---------------- | --- | --- | ---- | ---- | ---- | ---- | --- | --- | --- | --- | ---- |
| 2014-2015 | Milwaukee Bucks  | 25  | 25  | 29,5 | 49,0 | 25,0 | 69,7 | 5,5 | 1,7 | 1,2 | 0,2 | 12,3 |
| 2015-2016 | Milwaukee Bucks  | 76  | 72  | 31,7 | 49,3 | 25,7 | 76,8 | 5,2 | 1,7 | 0,9 | 0,4 | 14,1 |
| 2016-2017 | Milwaukee Bucks  | 51  | 50  | 33,9 | 49,0 | 36,5 | 74,3 | 6,1 | 2,8 | 1,0 | 0,4 | 20,1 |
| 2017-2018 | Milwaukee Bucks  | 31  | 3   | 24,0 | 48,2 | 38,3 | 74,1 | 4,9 | 1,9 | 0,8 | 0,3 | 12,6 |
| 2018-2019 | Chicago Bulls    | 39  | 17  | 26,7 | 47,4 | 32,5 | 73,1 | 6,2 | 2,2 | 0,6 | 0,4 | 14,3 |
| 2018-2019 | Wash. Wizards    | 25  | 0   | 27,3 | 52,3 | 29,6 | 68,4 | 7,2 | 2,7 | 0,9 | 0,6 | 15,0 |
| 2019-2020 | Atlanta Hawks    | 35  | 23  | 26,2 | 50,4 | 27,0 | 73,6 | 6,0 | 1,8 | 1,3 | 0,5 | 15,0 |
| 2019-2020 | Sacramento Kings | 6   | 0   | 13,3 | 58,3 | 25,0 | 88,9 | 3,8 | 1,7 | 0,5 | 0,2 | 8,5  |
| 2020-2021 | Sacramento Kings | 3   | 0   | 9,0  | 57,1 | 0,0  | —    | 2,0 | 0,3 | 0,0 | 0,3 | 2,7  |
| 2020-2021 | Boston Celtics   | 10  | 0   | 13,8 | 54,2 | 20,0 | 76,9 | 3,6 | 1,0 | 0,1 | 0,4 | 6,4  |
| 2021-2022 | Boston Celtics   | 12  | 0   | 9,3  | 47,4 | 50,0 | 100  | 2,3 | 0,5 | 0,3 | 0,1 | 4,4  |
| Carriera  | Carriera         | 310 | 190 | 27,5 | 49,4 | 32,6 | 74,3 | 5,5 | 2,0 | 0,9 | 0,4 | 14,1 |

#### Play-off
| Anno     | Squadra         | PG | PT | MP   | TC%  | 3P%  | TL%  | RP  | AP  | PRP | SP  | PP   |
| -------- | --------------- | -- | -- | ---- | ---- | ---- | ---- | --- | --- | --- | --- | ---- |
| 2018     | Milwaukee Bucks | 7  | 0  | 23,9 | 45,2 | 31,6 | 61,5 | 6,1 | 1,4 | 1,0 | 0,6 | 10,0 |
| 2022     | Boston Celtics  | 4  | 0  | 14,8 | 61,9 | 40,0 | 75,0 | 3,8 | 0,5 | 0,0 | 0,8 | 8,5  |
| Carriera | Carriera        | 11 | 0  | 20,5 | 49,4 | 33,3 | 66,7 | 5,3 | 1,1 | 0,6 | 0,6 | 9,5  |

### Eurolega
| Anno      | Squadra    | PG | PT | MP   | TC%  | 3P%  | TL%  | RP  | AP  | PRP | SP  | PP   |
| --------- | ---------- | -- | -- | ---- | ---- | ---- | ---- | --- | --- | --- | --- | ---- |
| 2023-2024 | Barcellona | 38 | 20 | 24,0 | 45,7 | 38,1 | 76,7 | 4,2 | 0,7 | 0,6 | 0,4 | 10,6 |
| 2024-2025 | Barcellona | 39 | 38 | 27,2 | 47,8 | 38,3 | 79,4 | 4,0 | 1,7 | 0,8 | 0,2 | 13,8 |
| Carriera  | Carriera   | 77 | 58 | 25,6 | 46,9 | 38,2 | 77,9 | 4,1 | 1,2 | 0,7 | 0,3 | 12,2 |

## Palmarès

### Squadra
- Liga catalana: 2

Barcellona: 2023, 2024

### Individuale
- McDonald's All-American Game (2013)
- NCAA AP All-America First Team (2014)
- (EN) Wiggins e Parker rookie del mese, su nba.com. URL consultato il 26 aprile 2015 (archiviato dall'url originale il 7 febbraio 2015).